# IstoÉ
Istoé (ocasionalmente estilizada IstoÉ ou ISTOÉ) é uma revista de notícias semanal brasileira, criada em 1976. Seu primeiro diretor de redação foi o jornalista Mino Carta, principal responsável pela concepção original do projeto editorial. Até 2025, a revista era publicada em formato impresso pela Editora Três, quando passou a existir exclusivamente em versão digital, operada desde 2022 pela Istoé Publicações Ltda.Foi uma das três principais revistas do país, ao lado de Veja e Época.
A revista possui reputação de ser "atrevida" e nacionalista conforme descrição do jornal estadunidense The New York Times, bem como de ter sido "mais negativa e de esquerda" durante a ditadura militar brasileira e uma "revista que acredita no Brasil" na Nova República (década de 1990) conforme descrição do fundador da revista Domingo Alzugaray, ouvido pelo jornal estadunidense.
A circulação da revista em 2003 foi de 362 307 cópias.

## Histórico
A revista foi fundada pelos proprietários da Editora Três: o empresário Domingo Alzugaray, ex-diretor comercial da Editora Abril, o jornalista Luís Carta, ex-diretor da Realidade, publicada pela Abril, (e que logo depois deixaria a sociedade) e Mino Carta, que havia sido o criador da revista Veja, também publicada pela Abril. Mino Carta deixou a ISTOÉ em 1981.
Em junho de 1988, a revista ISTOÉ é rebatizada de ISTOÉ Senhor, sendo uma fusão da ISTOÉ e a antiga revista Senhor. Em abril de 1992 o título Senhor é abandonado e a revista volta a se chamar apenas ISTOÉ.
No fim da década de 1990, o cenário brasileiro era de aumento da população alfabetizada e diminuição da inflação comparando aos níveis de 1980, mas também de recessão persistente e desvalorização do real. Nesse cenário, negociações foram iniciadas para compra da revista pela Editora Globo, que tentava entrar no mercado de revistas de notícias. Sem êxito na negociações, a Editora Globo lançou em 1998 sua própria revista, a Época, concorrendo com a ISTOÉ e a Veja. Tal concorrência foi descrita em 1999 pelo jornal estadunidense The New York Times como uma "guerra de circulação" e "batalha antiquada e árdua", a despeito da pouca sobreposição entre os públicos-alvos, dos formatos distintos de cada uma e das diferenças entre o contexto do Brasil e dos Estados Unidos (referencial da descrição feita).
Em 2005, o sítio eletrônico brasileiro Observatório da Imprensa atentou que ao fim de março a ISTOÉ, Veja e Época coincidiram em suas matérias de capa, mas não só. O trio deu destaque ao escritor brasileiro Paulo Coelho. Aquele sítio trouxe que o assunto foi abordado de forma "pasteurizada", parecendo a mesma pessoa o ter redatado nos três casos, e ainda, ao afirmar que tal estilo teria partido da Veja e influenciado as outras duas, exemplificou e questionou a "mesmice" entre os veículos à época.
A revista ISTOÉ foi acusada de cometer machismo e misoginia em sua primeira matéria de capa de abril de 2016, uma reportagem intitulada “As Explosões Nervosas da Presidente”, que tratou sobre supostos casos de descontrole emocional da então presidente Dilma Rousseff a partir de estereótipos, chegando a compará-la com Maria I, a Louca, rainha de Portugal no fim do século XVIII. Também foi processada pela ex-primeira-dama Michelle Bolsonaro em 2020 após acusar supostas infidelidades dela contra o seu marido, o então presidente Jair Bolsonaro. Ela pediu indenização por danos morais e a empresa foi condenada pelo Superior Tribunal de Justiça (STJ) a pagar R$ 30 mil. 
Em 2022, a Entre Investimentos adquiriu o domínio digital da IstoÉ por R$ 15 milhões após leilão de bens. Com a falência da Editora Três, atualmente a empresa é dona da revista. 

### Encerramento da edição impressa e continuidade digital
Em 2025, a Istoé encerrou sua versão impressa, marcando o fim de quase cinco décadas de circulação física. A decisão foi impulsionada pelas mudanças no mercado editorial, a crescente digitalização do consumo de notícias e desafios financeiros enfrentados pelo setor de revistas. Desde 2022, a publicação já possuía uma presença digital consolidada, operada pela Istoé Publicações Ltda., garantindo sua continuidade como uma revista eletrônica. Com o fim da impressão, a Istoé passou a investir exclusivamente em sua plataforma digital, mantendo sua linha editorial e ampliando sua presença nas mídias online para alcançar um público cada vez mais conectado.

## Prêmios
|      | Prêmio                          | Obra                                                                | Categoria                                              | Autor                                                               | Resultado |
| ---- | ------------------------------- | ------------------------------------------------------------------- | ------------------------------------------------------ | ------------------------------------------------------------------- | --------- |
| 1996 | Prêmio ExxonMobil de Jornalismo | "Conversas fulminantes"                                             | Esso de Fotografia                                     | Luciano Suassuna                                                    | Venceu    |
| 1998 | Prêmio ExxonMobil de Jornalismo | "A conta do PROER"                                                  | Esso de Informação Econômica                           | Ronaldo Brasiliense                                                 | Venceu    |
| 1998 | Prêmio ExxonMobil de Jornalismo | "Reaprendendo a viver"                                              | Esso de Informação Científica, Tecnológica e Ecológica | Daniel Stycer e Eduardo Marini                                      | Venceu    |
| 1999 | Prêmio ExxonMobil de Jornalismo | "Um cadáver político"                                               | Esso de Criação Gráfica (revista)                      | João Carlos Alvarenga Freire                                        | Venceu    |
| 2001 | Prêmio ExxonMobil de Jornalismo | "Senadores envolvidos na fraude do painel de votação do Senado"     | Esso                                                   | série de reportagens                                                | Venceu    |
| 2002 | Prêmio ExxonMobil de Jornalismo | "Uma nação em pânico"                                               | Esso de Criação Gráfica (revista)                      | Roberto Weigand e Alex Soletto                                      | Venceu    |
| 2004 | Prêmio ExxonMobil de Jornalismo | "Presidente e diretor do BC esconderam da Receita bens no exterior" | Esso de Informação Econômica                           | Weiller Diniz, Sônia Filgueiras, Celina Côrtes e Luiz Cláudio Cunha | Venceu    |
| 2006 | Prêmio Vladimir Herzog          | "O drama da hanseníase no Brasil"                                   | Menção honrosa por revista                             | Célia Chaim                                                         | Venceu    |